# Bye Bye (Cro-Lied)
Bye Bye ist ein Lied des deutschen Rappers und Sängers Cro. Der Song ist die erste Singleauskopplung seines MTV-Unplugged-Albums. Er wurde am 26. Juni 2015 veröffentlicht und erreichte in der ersten Chartwoche Platz 1 der offiziellen deutschen Singlecharts.

## Hintergrund
Bye Bye wurde von Cro bereits 2012 geschrieben und produziert, jedoch nie offiziell veröffentlicht. Eine geleakte Version des Liedes erschien jedoch auf YouTube. Auf der Juice-CD 115 aus dem Jahr 2013 steuerte Cro diesen Song mit leicht verändertem zweiten Teil bei.  Am 4. Mai 2015 gab Cro im Ludwigsburger Scala-Kino ein MTV-Unplugged-Konzert vor 300 Gästen. Als Gäste nahmen Die Prinzen, Max Herre, Teesy, Haftbefehl, Dajuan und Die Orsons teil.  Vom Komponisten Lillo Scrimali ließ sich Cro seine eigenen Beats umschreiben, passend für ein 22-köpfiges Orchester aus Streichern, Bläsern, Percussion, Gitarre, Bass und Background-Sängern. Bye Bye wurde am 26. Juni 2015 als erste Singleauskopplung des MTV-Unplugged-Albums von Cro, welches am 3. Juli 2015 erschienen ist, veröffentlicht. Im Fernsehen wurde das Konzert am 3. Juli 2015 auf MTV erstausgestrahlt. Die Free-TV-Premiere des Konzertes war am 16. Juli 2015 auf ProSieben.

## Musikalisches und Inhalt
Bye Bye nutzt ein Sample von Wiz Khalifas Lied No Sleep aus dem Album Rolling Papers von 2011. Der Text handelt von einer Frau und einem Mann, die sich zufällig in der Bahn treffen. Beide finden den jeweils anderen hübsch und überlegen, ob sie denjenigen ansprechen, sich im Endeffekt jedoch nicht trauen und dadurch vielleicht die Liebe ihres Lebens verpassen.

„Was soll ich nur sagen irgendwas knockt mich aus,

ich bin ein Versager, weil ich mich doch nicht trau,

mein Kopf ist voller Wörter, doch es kommt nichts raus,

und sie steht auf und steigt aus und sagt:

Bye, bye, bye, bye, meine Liebe des Lebens,

und ja wir beide werden uns nie wieder sehen,

kann schon sein, dass man sich im Leben zweimal begegnet,

doch es beim zweiten Mal dann einfach zu spät ist.“

## Kritiken
Das gesamte MTV-Unplugged-Konzert von Cro, wozu auch Bye Bye gehört, wurde von den Kritikern gemischt aufgenommen. Für Anke van de Weyer von 1 Live klingt der Song „poppig und nach Sommer“. Max Trompeter von der Mittelbayerischen Zeitung vermisst ein wenig die Individualität der von Lillo Scrimali und Cro umgeschriebenen Stücke, fügte jedoch an, dass man „Lieblosigkeit […] dem Projekt aber sicher nicht vorwerfen“ kann. Phillip Kopka von laut.de vermisst hingegen „verheißungsvolle magische Momente, die die besondere Unplugged-Atmosphäre eigentlich verspricht“. Des Weiteren stört sich der Kritiker an der Eintönigkeit der Songs von Cro. Mathias Mauersberger vom SWR2 bezeichnet die Songs auf Cros MTV-Unplugged-Album „eingängig, locker und fresh“, kritisiert jedoch die „mangelnden musikalischen Überraschungen.“

## Kommerzieller Erfolg
Bereits in der ersten Woche stieg Bye Bye auf Platz eins der deutschen Singlecharts ein. Es war nach Whatever und Traum, die beide ebenfalls direkt auf Platz 1 in die deutschen Singlecharts stiegen, Cros dritte Nummer-eins-Single in Deutschland. In Österreich erreichte das Lied Rang 2 und in der Schweizer Hitparade stieg Bye Bye in der ersten Woche auf Position 8 ein. Für mehr als 800.000 verkaufte Einheiten erhielt der Song in Deutschland zwei Platin-Schallplatten.

## Chartplatzierungen
| ChartsChartplatzierungen | Höchstplatzierung | Wochen |
| ------------------------ | ----------------- | ------ |
| Deutschland (GfK)        | 1 (31 Wo.)        | 31     |
| Österreich (Ö3)          | 2 (23 Wo.)        | 23     |
| Schweiz (IFPI)           | 7 (26 Wo.)        | 26     |

## Formate
Download
1. Bye Bye – 3:24

CD Single
1. Bye Bye – 3:24
2. Erinnerung - 4:08